# Xanthyris superba
Xanthyris superba är en fjärilsart som beskrevs av Druce 1903. Xanthyris superba ingår i släktet Xanthyris och familjen mätare. Inga underarter finns listade i Catalogue of Life.